# Ophiomyia jacintensis
Ophiomyia jacintensis är en tvåvingeart som beskrevs av Spencer 1981. Ophiomyia jacintensis ingår i släktet Ophiomyia och familjen minerarflugor.
Artens utbredningsområde är Kalifornien. Inga underarter finns listade i Catalogue of Life.